# Weichs (Bawaria)
Weichs – miejscowość i gmina w Niemczech, w kraju związkowym Bawaria, w rejencji Górna Bawaria, w regionie Monachium, w powiecie Dachau. Leży około 15 km na północ od Dachau, nad rzeką Glonn, przy linii kolejowej Monachium – Norymberga.

## Dzielnice
Gmina składa się z następujących dzielnic: Asbach, Pasenbach, Weichs, Albertshof, Aufhausen, Breitenwiesen, Daxberg, Ebersbach, Edenholzhausen, Edenpfaffenhofen, Erlbach, Erlhausen, Fränking, Holzböck i Zillhofen.

## Demografia
| Rok  | Liczba mieszk. |
| ---- | -------------- |
| 1970 | 1 769          |
| 1987 | 2 410          |
| 2000 | 3 004          |

Dane o ludności z 31 grudnia 2008:
| Opis                                | Ogółem | Ogółem | Kobiety | Kobiety | Mężczyźni | Mężczyźni |
| ----------------------------------- | ------ | ------ | ------- | ------- | --------- | --------- |
| Jednostka                           | osób   | %      | osób    | %       | osób      | %         |
| Populacja                           | 3112   | 100    | 1551    | 49,84   | 1561      | 50,16     |
| Wiek przedprodukcyjny (0–17 lat)    | 624    | 20,05  | 292     | 9,38    | 332       | 10,67     |
| Wiek produkcyjny (18–65 lat)        | 1958   | 62,92  | 963     | 30,94   | 995       | 31,97     |
| Wiek poprodukcyjny (powyżej 65 lat) | 530    | 17,03  | 296     | 9,51    | 234       | 7,52      |

## Polityka
Wójtem gminy jest, rada gminy składa się z osób.
|      | CSU | SPD | FW | WBV | Razem |
| 2008 | 6   | 3   | 3  | 4   | 16    |
| 2002 | 9   | 1   | 6  | -   | 16    |

## Oświata
W gminie znajduje się dwa przedszkola, szkoła podstawowa (9 nauczycieli, 151 uczniów) i Realschule (33 nauczyciele, 617 uczniów).